# Красняк Дмитро Никифорович
Дмитро Никифорович Красняк (нар. 10 липня 1927, Томаківка — пом. 6 грудня 2003, Житомир) — український скульптор і графік; член Спілки художників України з 1966 року. Заслужений діяч мистецтв України з 1998 року.

## Біографія
Народився 10 липня 1927 року в селі Томаківці (тепер селище міського типу Нікопольського району Дніпропетровської області, Україна). У 1949—1954 роках навчався у Дніпропетровському художьому училищі (викладачі Олексій Жирадков, Олена Бєляєва, Олександр Ситник); у 1954—1960 роках — у Київському художньому інституті (викладачі Макар Вронський, Макс Гельман, Михайло Лисенко, Іван Макогон, Олексій Олійник, Іван Шаповал, Андрій Шапран). Був членом КПРС з 1964 року.
У 1979–1993 та 1998–2002 роках очолював Житомирську організацію Національної спілки художників України. Жив у Житомирі, в будинку на вулиці Театральній. Помер в Житомирі 6 грудня 2003 року.

## Творчість

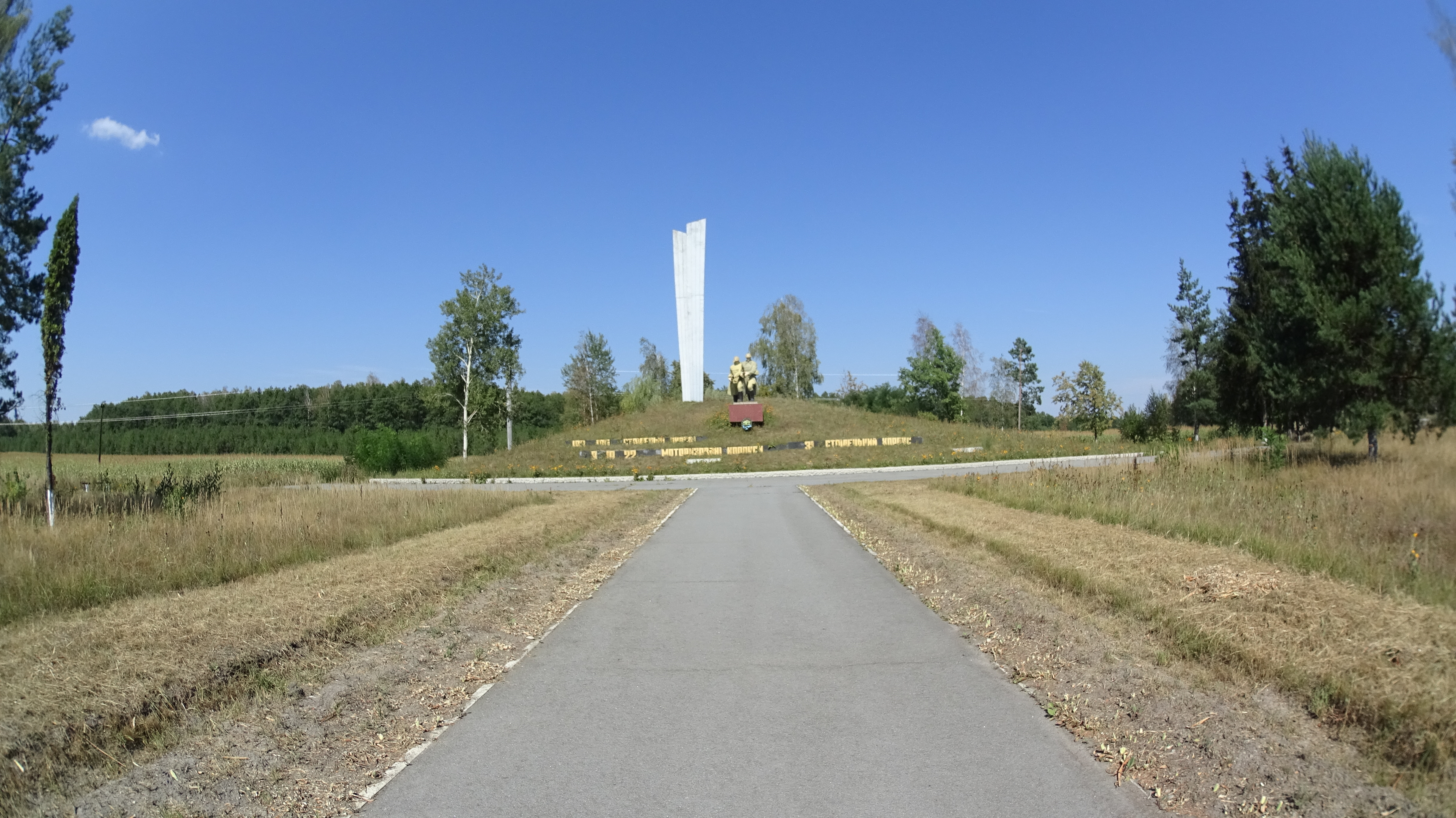
Пам'ятник в Андріївці.

Працює в галузі станкової, монументальної та декоративної скульптури. Серед робіт:
скульптура
- «Т. Шевченко на засланні» (1954);
- «Подвиг орляти» (1958, гіпс; Донецький художній музей);
- «Кріпак» (1961, гіпс);
- «Солдат революції» (1963, гіпс);
- «Розкуються незабаром заковані люди…» (1965);
- «Партизани» (1967, співавтори Олександр Вітрик, Володимир Нечуйвітер);
- «Переможець» (1969, склоцемент);
- «На річці Верхівня» (1999);

меморіальні дошки
- Володимиру Короленку (1973);

пам'ятники
- піонерові герою Васі Шишковському в (1959, Шумськ, Тернопільська область; бронза, граніт; співавтор Василь Шкуропат, архітектор Микола Кульчинський);
- воїнам 5-ї армії (1975, Андріївка, Житомирська область);
- Тарасу Шевченку (погруддя встановлене у Томаківці 2007 році)[1];

композиції
- «Спортсменка» (1976);
- «Батько й сини» (1992);

портрети
- «Заслужений лікар України Є. Конопелько» (1980);
- «Мати» (1981);
- «Партизан М. Скрит» (1981);
- «Ветеран війни і праці Г. Бородавка» (1984);
- «Герой Радянського Союзу Я. Батюк» (1990-ті);
- «Льотчик О. Броницький» (1991);
- «Підполковник П. Федорчук» (1994);
- «Т. Шевченко» (1996);
- «Столяр Ф. Журавський» (1997);

графіка
- «На річці Томаківка» (1994);
- «Автопортрет» (1994);
- «Подвір’я Лаврушів» (1995);
- «Старе поселення на Дніпрі» (1995);
- «Весняний день» (1995);
- «Томаківка. Місток кохання» (1996);
- «Джерело» (1996);
- «Серед степу широкого» (1996);
- «Пасіка» (1997);
- «На річці» (1999).

Брав участь у республіканських виставках з 1958 року. 
Деякі твори зберігаються у Донецькому краєзнавчому музеї, Картинній галереї смт Томаківки.